# Pavel Visner
Pavel Visner (... – 22 novembre 2021) è stato un cestista rumeno.

## Carriera
Con la Romania ha disputato due edizioni dei Campionati europei (1961, 1963).